# Obiter dictum
Obiter dictum (generalment utilitzat en la seva forma plural, obiter dicta) és una expressió en llatí que significa literalment dit de passada. Fa referència a aquells arguments exposats en la part considerativa d'una sentència o resolució judicial que corroboren la decisió principal, però manquen de poder vinculant, perquè la seva naturalesa és merament complementària.
És el propi jutge el que opina sobre un tema en concret, i és aquesta opinió la que més tard es pot prendre com a vàlida per a l'ús en un procés judicial, però mai tindrà valor de llei.